# Чемпионат СССР по футболу 1990 (вторая низшая лига, 1 зона)
В сезоне 1990 года, в соревнованиях среди команд мастеров второй лиги, произошли существенные изменения. Были созданы три буферные зоны — западная, центральная и восточная, в каждой участвовали по 22 команды. Победители каждой из этих зон, получали право в следующем сезоне выступать в первой лиге. Украинские команды, занявшие в предыдущем сезоне места с первого по девятое, а также львовские «Карпаты» и «Галичина» из Дрогобыча, соревновались в западной буферной зоне. Ещё 187 коллективов второй лиги, не попавших в число команд выступающих в буферных зонах, были разделены на 10 территориальных зон.
В 1 зоне девятнадцать команд с Украины соревновались за звание чемпиона Украинской ССР, которым по итогам первенства стал коллектив запорожского «Торпедо». Победитель, так же как и серебряный призёр соревнований — «Судостроитель» из Николаева, получили право в следующем сезоне играть в буферной зоне.

## Итоги первенства
Чемпионат Украинской ССР проходил с 8 апреля по 4 ноября. Всего в турнире было сыграно 342 матча, в которых футболисты отличились 769 голами (в среднем 2,25 за игру). Лучшим бомбардиром стал форвард «Судостроителя» Сергей Морозов, забивший 20 мячей, а самой результативной командой и обладателем приза «Рубиновый кубок» — херсонский «Кристалл».

## Турнирная таблица
| Место | Команда                       | В  | Н  | П  | Голы  | О  |
| ----- | ----------------------------- | -- | -- | -- | ----- | -- |
| 1     | Торпедо (Запорожье)           | 23 | 8  | 5  | 53—25 | 54 |
| 2     | Судостроитель (Николаев)      | 24 | 5  | 7  | 60—31 | 53 |
| 3     | Авангард (Ровно)              | 21 | 11 | 4  | 53—27 | 53 |
| 4     | Полесье (Житомир)             | 23 | 5  | 8  | 53—27 | 51 |
| 5     | Кристалл (Херсон)             | 18 | 9  | 9  | 61—44 | 45 |
| 6     | Нефтяник (Ахтырка)            | 17 | 10 | 9  | 45—29 | 44 |
| 7     | Прикарпатье (Ивано-Франковск) | 15 | 8  | 13 | 32—32 | 38 |
| 8     | Шахтёр (Павлоград)            | 14 | 9  | 13 | 37—39 | 37 |
| 9     | Динамо (Белая Церковь)        | 14 | 7  | 15 | 37—38 | 35 |
| 10    | Колос (Никополь)              | 13 | 9  | 14 | 43—40 | 35 |
| 11    | СКА (Киев)                    | 14 | 4  | 18 | 40—41 | 32 |
| 12    | Десна (Чернигов)              | 13 | 6  | 17 | 35—39 | 32 |
| 13    | Чайка (Севастополь)           | 11 | 8  | 17 | 35—46 | 30 |
| 14    | Подолье (Хмельницкий)         | 10 | 10 | 16 | 37—46 | 30 |
| 15    | Кривбасс (Кривой Рог)         | 10 | 6  | 20 | 40—53 | 26 |
| 16    | Днепр (Черкассы)              | 8  | 7  | 21 | 26—48 | 23 |
| 17    | Океан (Керчь)                 | 7  | 9  | 20 | 31—55 | 23 |
| 18    | Маяк (Харьков)                | 6  | 10 | 20 | 19—48 | 22 |
| 19    | Звезда (Кировоград)           | 7  | 7  | 22 | 32—61 | 21 |

| Состав победителя турнира, команды Торпедо (Запорожье) |
| --- |
| И. Ледней (36 игр), В. Трегубов (36), Ю. Бакалов (36), Р. Бондаренко (36), Н. Федоренко (35), С. Дягель (34), А. Варнавский (33), В. Козлов (31), И. Товкач (31), А. Волков (29), В. Марчук (29), С. Ириоглу (25), И. Булгаков (18), Ю. Маркин (17), А. Антюхин (16), П. Тимченко (10), И. Якубовский (10), И. Черкун (9), Ю. Черенков (9), А. Меньшиков (8), Е. Бурхан (6), А. Максименко (6), А. Мареев (6), С. Перепаденко (4), В. Захарченко (1) |
| Главный тренер — Е. Ф. Лемешко, тренеры — В. А. Ходус, В. М. Атаманюк, начальник команды — А. П. Колесников |

## Лучшие бомбардиры
| Футболист     | Команда                  | Голы |
| ------------- | ------------------------ | ---- |
| С. Морозов    | Судостроитель (Николаев) | 20   |
| Р. Бондаренко | Торпедо (Запорожье)      | 19   |
| Ю. Горячев    | Судостроитель (Николаев) | 15   |
| А. Лукашенко  | Полесье (Житомир)        | 14   |
| В. Побегаев   | Динамо (Белая Церковь)   | 14   |
| Э. Денисенко  | Звезда (Кировоград)      | 13   |
| Ю. Леонов     | Полесье (Житомир)        | 12   |
| В. Яблонский  | СКА (Киев)               | 12   |